# Louis Van Beeck
Louis Van Beeck var en belgisk bågskytt. 
Van Beeck deltog vid olympiska sommarspelen 1920, där han tog två guld och ett silver.